# 扎達里夫
49°3′36″N 25°2′34″E / 49.06000°N 25.04278°E
扎達里夫（烏克蘭語：Задарів），是烏克蘭的村落，位於該國西部捷爾諾波爾州，由喬爾特基夫區負責管轄，始建於1437年，面積3.45平方公里，海拔高度219米，2001年人口1,154，人口密度每平方公里334.6人。